# Kinnaird College for Women
Pour les articles homonymes, voir KCW.
Le Kinnaird College for Women (KCW) est une université publique située à Lahore, au Pendjab, au Pakistan. C'est le premier collège d'arts libéraux ouvert aux femmes.  

## Histoire
Le Kinnaird College, premier collège de femmes au Pakistan, est fondé en 1913 par la Mission médicale Zenana and Bible, désormais appelée Interserve. Les élèves du lycée Kinnaird, fondé en 1864 ont plaidé pour la poursuite de leurs études.  Joan McDonald  est la première directrice du collège.  Les cours de Bachelor sont proposés à partir de 1917. La Mission presbytérienne américaine et la Church Missionary Society s'associent en 1919 pour faire du Kinnaird une institution reconnue. De 1913 à 1922, le collège Kinnaird est  le seul collège d'arts libéraux ouvert aux femmes au Pendjab. D'autre institutions vont s'ouvrir par la suite. 
Le collège est transféré à Jail Road en 1926 pour son pouvoir s'agrandir. En 1933, le collège acquiert un terrain près du canal de Lahore et des bâtiments sont construits pour accueillir un  nombre croissant de femmes étudiant au collège. En 1939, le campus s'étend sur 80 000m². 

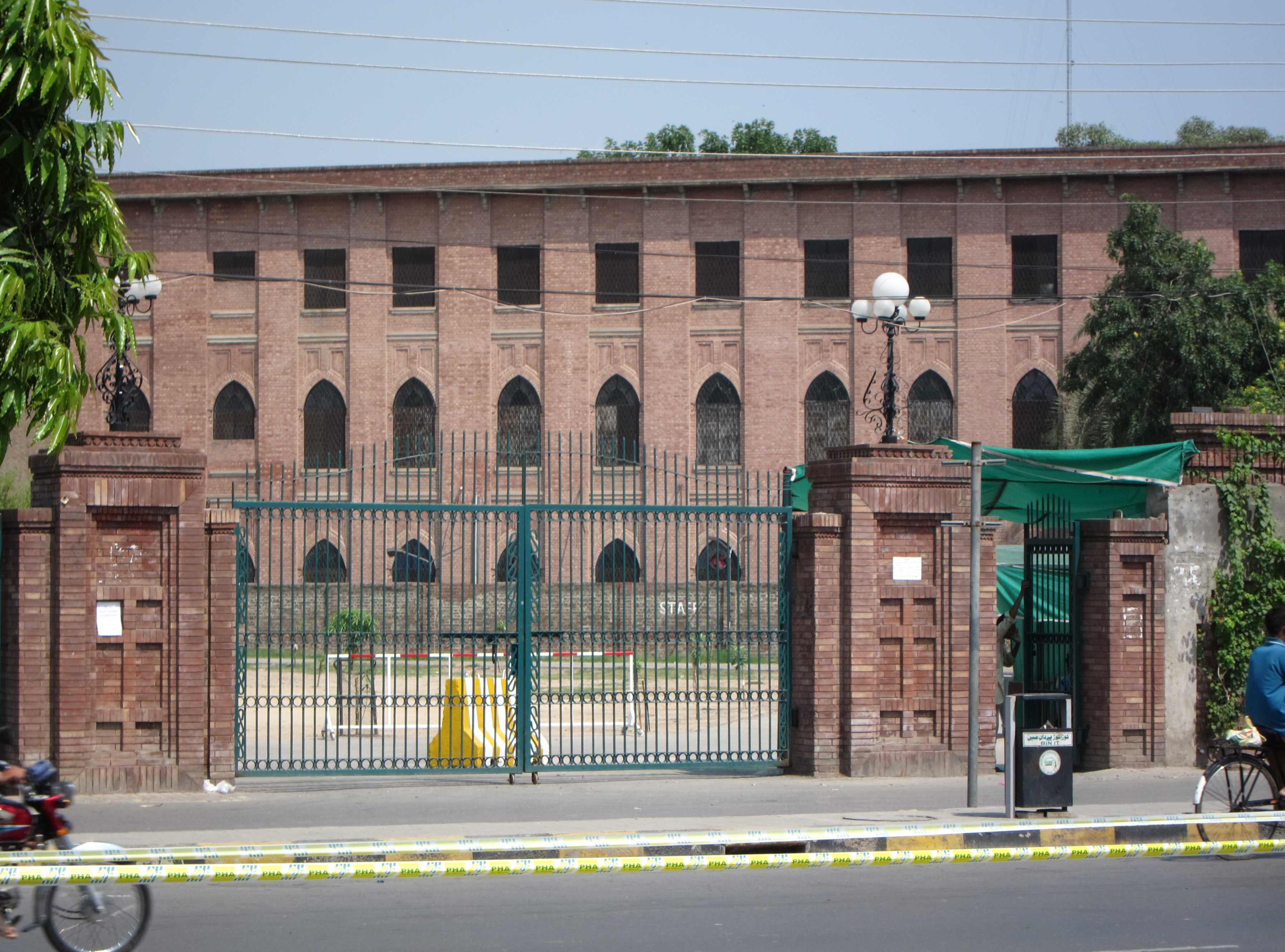
Une vue du Kinnaird College

Il faut attendre 1950, pour l'ouverture du département des sciences. Le nombre d'étudiante est de 6 à 170 en 1951, entre 3 000 et 4 000 en 2018. En 2010, il dépasse les 4 000. Les premières étudiantes sont principalement des chrétiennes, rejointes par de plus en plus d’hindous. Le Kinnaird College est transféré de son premier site proche du lycée Kinnaird en 1926 pour s’installer sur Jail Road, puis en 1938 vers son site actuel.

## Diplômes et cours
Le collège Kinnaird lance son programme de troisième cycle en 2003. Un enseignement de niveau baccalauréat spécialisé est disponible dans les matières suivantes : Biochimie, Botanique, Littérature anglaise, linguistique, Sciences de l'environnement, Statistiques, Alimentation et nutrition, Psychologie, physique, français, Science politique, Droit, Études des medias, Relations internationales, Ourdou, Administration des affaires, Zoologie, Géographie, Économie, Mathématiques, L'informatique, Biotechnologie, Littérature anglaise,Sciences de l'environnement, Relations internationales, Littérature anglaise.

## Élèves notables

Notable Alumni
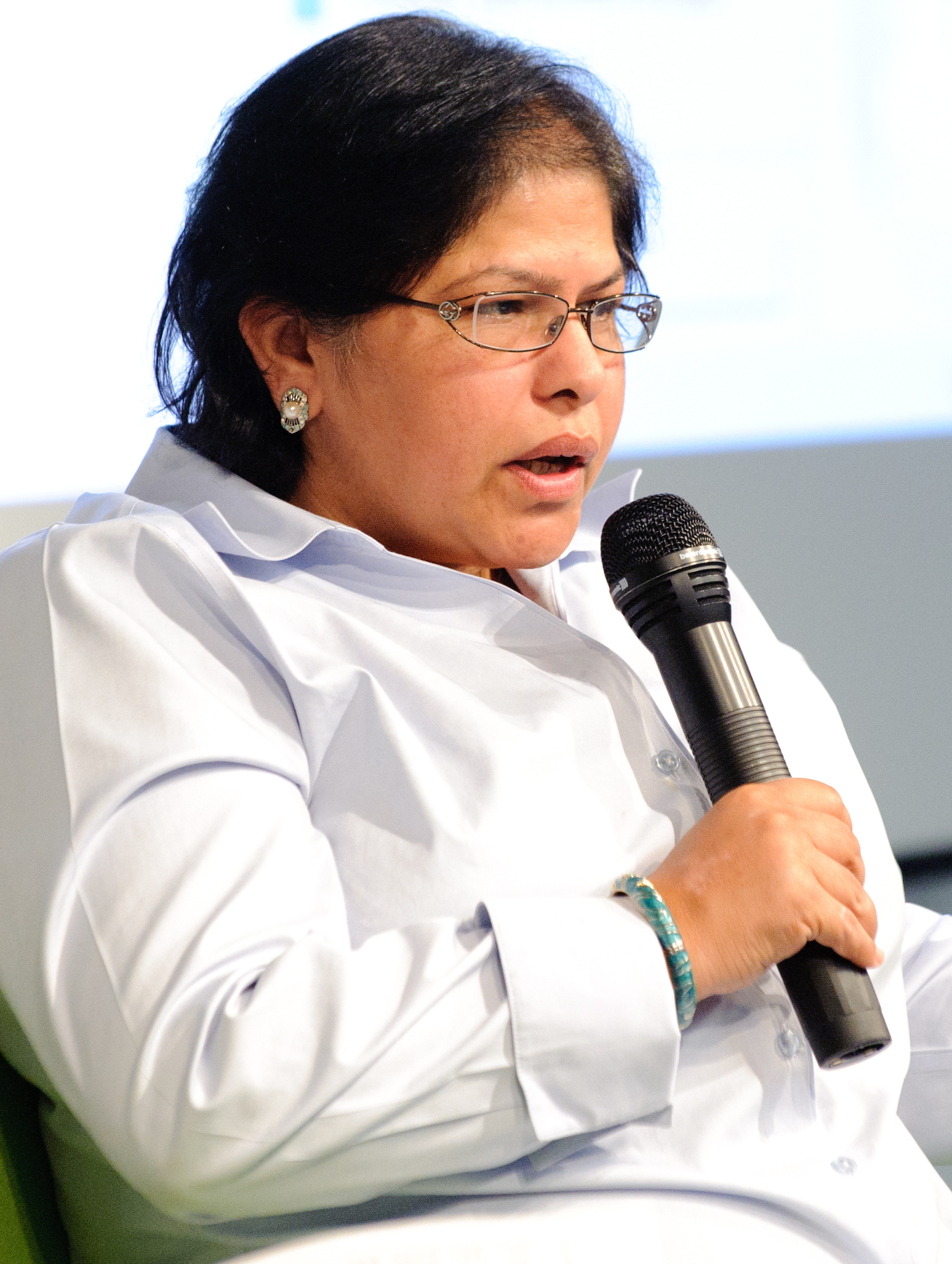
Ayesha Siddiqa est un chercheuse militaire de premier plan.
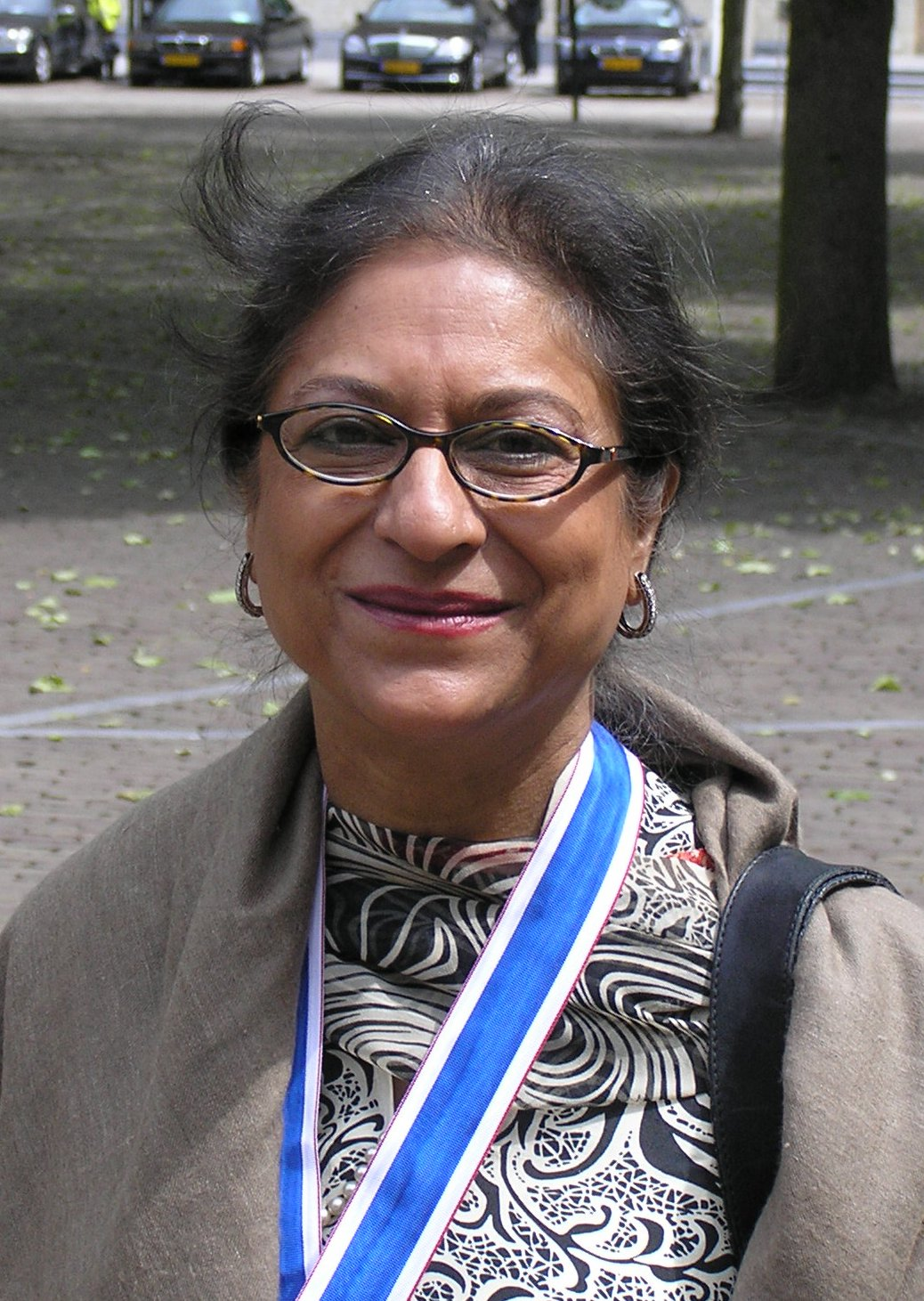
Asma Jahangir est l'une des principales avocates des droits de la personne humaine
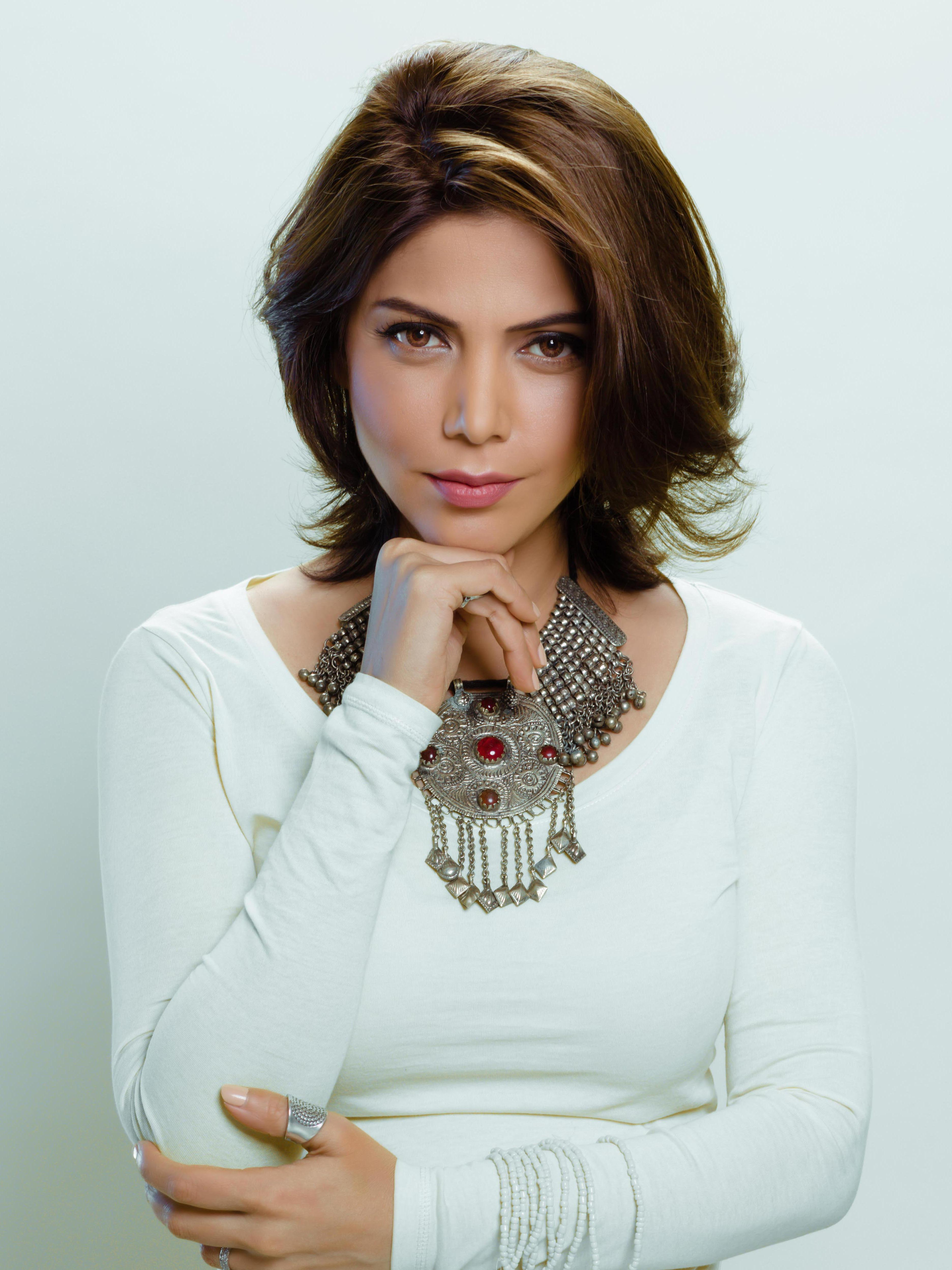
Hadiqa Kiani est une chanteuse, autrice-compositrice et philanthrope
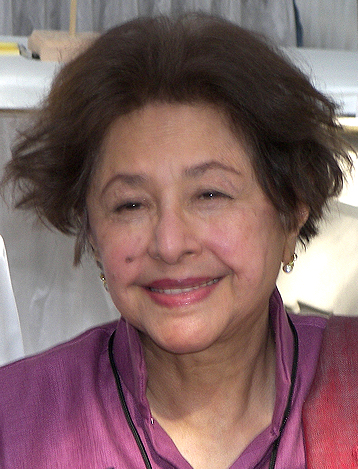
Bapsi Sidhwa est une romancière anglaise

## Liste des anciennes élèves
- Kamini Kaushal, actrice de Bollywood
- Nida Jay, auteur, éducatrice
- Fawzia Afzal-Khan, professeure d'anglais
- Vaneeza Ahmad, modèle, actrice
- Sana Bucha, journaliste et présentatrice pour GEO News
- Nasira Iqbal, ancienne juge de la Cour suprême de Lahore
- Juggan Kazim, actrice
- Sara Raza Khan, chanteuse
- Musarrat Nazir, musicien, actrice
- Zainab Qayyum, mannequin, actrice et présentatrice de télévision
- Bano Qudsia, auteur
- Ayesha Sana, actrice, animatrice
- Sara Suleri, auteur, professeur d' anglais à l'Université de Yale
- Tahira Syed, chanteuse de Ghazal
- Kashmala Tariq, politicien
- Hina Rabbani Khar, politicienne
- Afia Nathaniel, scénariste, réalisatrice, productrice
- Sabeen Mahmud, activiste des droits de la personne humaine
- Naseem Zehra, journaliste et présentatrice
- Jugnu Mohsin, journaliste
- Zubeida Agha, peintre contemporaine